# Clarias engelseni
Clarias engelseni är en fiskart som först beskrevs av Johnsen 1926.  Clarias engelseni ingår i släktet Clarias och familjen Clariidae. IUCN kategoriserar arten globalt som otillräckligt studerad. Inga underarter finns listade i Catalogue of Life.